# 新西利齊 (敖德薩州)
參數所指定的目標頁面不存在，建議更正成存在頁面或直接建立下列一個頁面（建立前請先搜尋是否有合適的存在頁面可以取代）：
- 新西利齊

46°43′38″N 30°10′14″E / 46.72722°N 30.17056°E
新西利齊（羅馬化：Novosiltsi）是位於烏克蘭西南部敖德萨州羅茲迪利納區的利曼斯凱市鎮的村莊。該村始建於1808年，面積0.23平方公里，海拔高度112米，2001年人口198，人口密度每平方公里880人。